# Torneo Preolímpico Femenino de la OFC
El Torneo Preolímpico Femenino de la OFC es el campeonato de fútbol femenino que decide que selección representará a Oceanía en el torneo de fútbol en los Juegos Olímpicos. El torneo es organizado por la Confederación de Fútbol de Oceanía.
Nueva Zelanda tiene cinco títulos y es la selección más ganadora, mientras que por detrás aparece Australia que ganó el torneo de 2004. 
El torneo consta de una primera fase que involucra a todas las selecciones miembro de la OFC que pueden participar con excepción de Nueva Zelanda, y que usualmente equivale al torneo de fútbol femenino de los Juegos del Pacífico. El seleccionado vencedor de dicha instancia disputa una final a ida y vuelta ante las Football Ferns, como es llamada la selección neozelandesa. Hacia la clasificación a los Juegos Olímpicos de 2020, se decidió que Nueva Zelanda deba participar desde el inicio en la clasificación. En este sentido, se utilizó el Copa de Naciones Femenina de la OFC 2018 como clasificación para Tokio 2020, y un torneo constituido con grupos como tal se usará para la clasificación a Paris 2024.

## Ediciones
| Año          | Sede               | Campeón       | Resultado | Segundo lugar      | Tercer lugar       | Resultado | Cuarto lugar    |
| ------------ | ------------------ | ------------- | --------- | ------------------ | ------------------ | --------- | --------------- |
| 2004 Detalle | Fiyi               | Australia     | Lig.      | Papúa Nueva Guinea | Fiyi               |           |                 |
| 2008 Detalle | Samoa              | Nueva Zelanda | 2:0       | Papúa Nueva Guinea | Tonga              |           | Fiyi            |
| 2012 Detalle | Tonga              | Nueva Zelanda | 8:0 7:0   | Papúa Nueva Guinea | Tonga              |           | Vanuatu         |
| 2016 Detalle | Papúa Nueva Guinea | Nueva Zelanda | 7:1       | Papúa Nueva Guinea | Nueva Caledonia    |           | Islas Cook      |
| 2020 Detalle | Nueva Caledonia    | Nueva Zelanda | 8:0       | Fiyi               | Papúa Nueva Guinea | 7:1       | Nueva Caledonia |
| 2024 Detalle | Samoa              | Nueva Zelanda | 11:1      | Islas Salomón      | Fiyi               |           | Samoa           |

## Palmarés
La siguiente lista muestra a las selecciones que han estado entre los cuatro mejores equipos en alguna edición del torneo. En cursiva, los años en que el equipo logró dicha posición como local.
| Equipo             | Campeón                          | Subcampeón                 | Tercer lugar   | Cuarto lugar |
| ------------------ | -------------------------------- | -------------------------- | -------------- | ------------ |
| Nueva Zelanda      | 5 (2008, 2012, 2016, 2020, 2024) |                            |                |              |
| Australia          | 1 (2004)                         |                            |                |              |
| Papúa Nueva Guinea |                                  | 4 (2004, 2008, 2012, 2016) | 1 (2020)       |              |
| Islas Salomón      |                                  | 1 (2024)                   |                |              |
| Fiyi               |                                  | 1 (2020)                   | 2 (2004, 2024) | 1 (2008)     |
| Tonga              |                                  |                            | 2 (2008, 2012) |              |
| Nueva Caledonia    |                                  |                            | 1 (2016)       | 1 (2020)     |
| Islas Cook         |                                  |                            |                | 1 (2016)     |
| Vanuatu            |                                  |                            |                | 1 (2012)     |
| Samoa              |                                  |                            |                | 1 (2024)     |